# Live: The Empire
Live: The Empire je živé album Petea Townshenda. Bylo nahráno 9. listopadu 1998 v londýnském Shepherd's Bush Empire a vydáno jako double CD 18. září 2000 britskou společností Eel Pie Recording Productions Ltd. Tímto koncertem se Pete Townshend po 13 letech vrátil na pódium jako sólový hudebník.

## Seznam skladeb
1. "On the Road Again"
2. "A Little Is Enough"
3. "Pinball Wizard"
4. "Drowned"
5. "Anyway, Anyhow, Anywhere"
6. "You Better You Bet"
7. "Behind Blue Eyes"
8. "Baby Don't You Do It"
9. "English Boy"
10. "Mary Anne with the Shaky Hand"
11. "Sheraton Gibson"
12. "Substitute"
13. "I Am an Animal"
14. "North Country Girl"
15. "(She's A) Sensation"
16. "A Friend Is a Friend"
17. "Now and Then"
18. "Let My Love Open the Door"
19. "Who Are You"
20. "The Kids Are Alright"
21. "Acid Queen"
22. "Won't Get Fooled Again"
23. "Magic Bus"
24. "I'm One"[1]